# يافوز تورغول

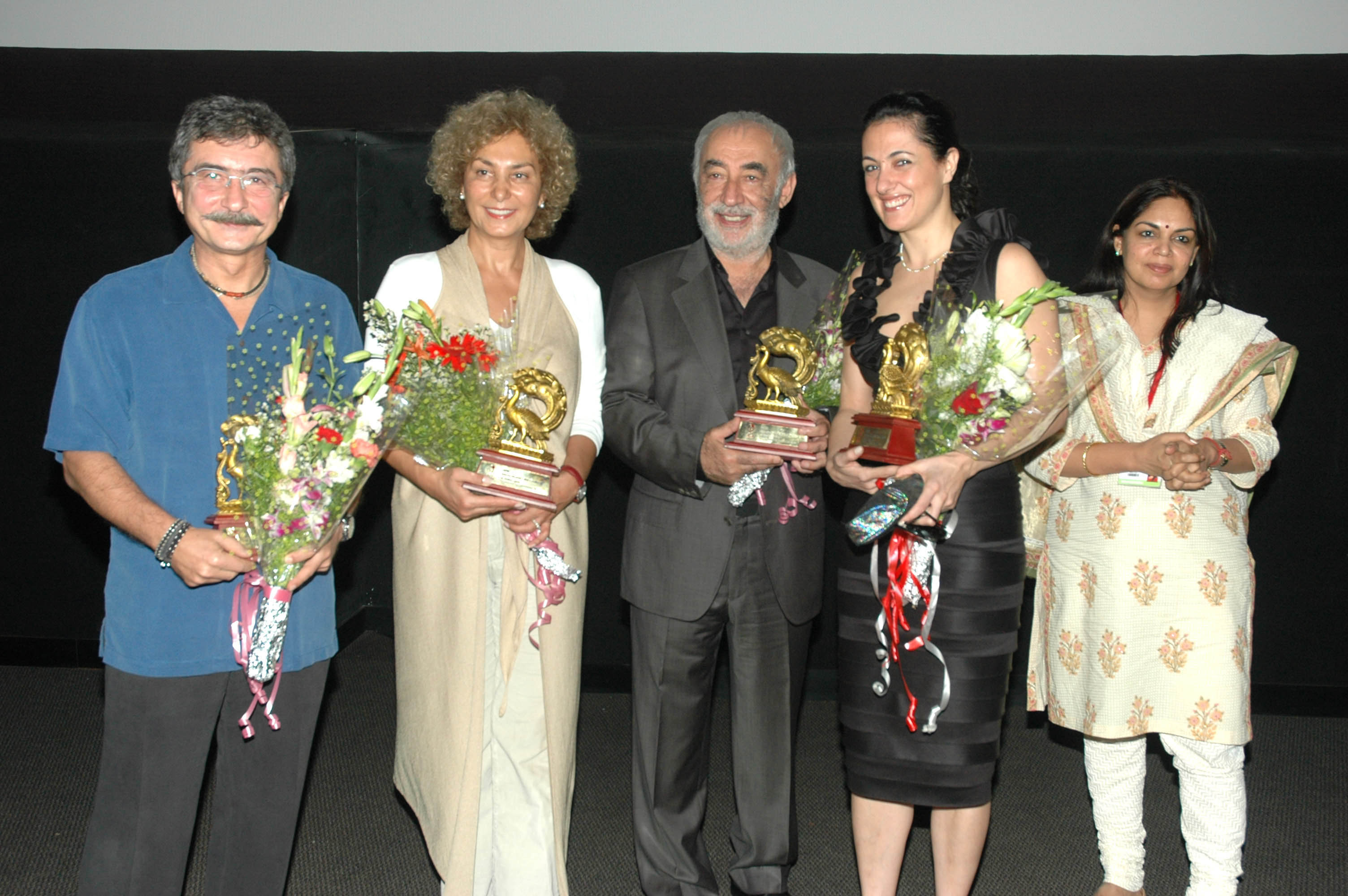
يافوز تورغول هو الرجل الذي في الوسط

يافوز تورغول (ولد في 5 أبريل 1946) مخرج وكاتب سيناريو تركي وواحد من أهم المخرجين التركيين بدأ الإخراج من عام 1984 م بفيلم الاخت فهرية, أخرج حتى الآن ثمان أفلام سينمائية وغالبيتها من الأفلام التركية المهمة مثل فيلم اللصوص وفيلم موسم الصيف وفيلم السيد محسن وفيلم متيم وفيلم المخرج الذي لا يُنسى لأفلام الحب وفيلم تقاطع الطرق وفيلم لعبة الظل.

## فيلموغرافيا (إخراج)
| ر | إسم الفيلم                                | سنة الإنتاج |
| - | ----------------------------------------- | ----------- |
| 1 | Fahriye Abla                              | 1984        |
| 2 | Mr. Muhsin                                | 1987        |
| 3 | The Unforgettable Director of Love Movies | 1990        |
| 4 | The Shadow Play                           | 1993        |
| 5 | The Bandit                                | 1996        |
| 6 | Lovelorn                                  | 2005        |
| 7 | Hunting Season                            | 2010        |
| 8 | Crosroads                                 | 2017        |

## وصلات خارجية
يافوز تورغول على قاعدة بيانات الأفلام على الإنترنت